# Gia Lộc, Hải Phòng
Gia Lộc là xã thuộc thành phố Hải Phòng, Việt Nam.

## Địa lý
Thị trấn Gia Lộc nằm ở phía bắc huyện Gia Lộc, có vị trí địa lý:
- Phía đông giáp xã Gia Khánh và xã Gia Tân
- Phía tây giáp xã Lê Lợi và xã Yết Kiêu
- Phía nam giáp xã Hồng Hưng và xã Toàn Thắng
- Phía bắc giáp thành phố Hải Dương.

Thị trấn Gia Lộc có diện tích 7,67 km², dân số năm 2018 là 18.307 người, mật độ dân số đạt 2.387 người/km².

## Lịch sử
Vào thời Trần, địa bàn thị trấn Gia Lộc ngày nay là trang Cối Xuyên thuộc tổng Hội Xuyên, huyện Gia Lộc. Trang Cối Xuyên gồm 6 trại: Đại Liêu, Đức Phong, Mỹ Long, Tiên Nha, Vĩnh Dụ, Đém. Đến thời Lê, vào khoảng năm 1672-1673, trang Cối Xuyên được đổi thành Hội Xuyên và đến triều vua Khải Định 1916-1926, Hội Xuyên được chia thành 2 xã Hội Xuyên và Phương Điếm. Xã Hội Xuyên có 3 thôn là Đại Liêu, Mỹ Long và Đức Phong; xã Phương Điếm có 3 thôn là Vĩnh Dụ, Tiên Nha, Phương Điếm.
Năm 1948, ba xã Hội Xuyên, Phương Điếm, Cẩm Chuế (gồm 2 làng Chằm và Tó) được hợp nhất thành xã Nghĩa Hưng. Đến năm 1956, xã Nghĩa Hưng lại được chia thành 2 xã Nghĩa Hưng và Phương Hưng. Xã Nghĩa Hưng gồm 2 làng: Hội Xuyên và Đức Đại (gồm 2 làng Đức Phong và Đại Liêu sáp nhập với nhau). Xã Phương Hưng gồm 4 làng: Phương Điếm (gồm 2 làng Đém và Vĩnh Dụ hợp nhất), làng Ngà (Tiên Nha), làng Chằm và làng Tó.
Ngày 24 tháng 2 năm 1979, huyện Gia Lộc sáp nhập với huyện Tứ Kỳ thành huyện Tứ Lộc. Huyện lỵ huyện Tứ Lộc đặt tại xã Nghĩa Hưng, vốn là huyện lỵ huyện Gia Lộc cũ.
Ngày 28 tháng 6 năm 1994, Chính phủ ban hành Nghị định 56-CP về việc thành lập thị trấn Gia Lộc, thị trấn huyện lỵ huyện Tứ Lộc trên cơ sở toàn bộ diện tích và dân số của xã Nghĩa Hưng và thôn Phương Điếm thuộc xã Phương Hưng.
Ngày 27 tháng 1 năm 1996, huyện Tứ Lộc được chia lại thành hai huyện Gia Lộc và Tứ Kỳ, thị trấn Gia Lộc trở thành huyện lỵ huyện Gia Lộc.
Đến năm 2018, thị trấn Gia Lộc có diện tích 5,48 km², dân số là 15.291 người, mật độ dân số đạt 2.790 người/km². Xã Phương Hưng có diện tích 2,19 km², dân số là 3.016 người, mật độ dân số đạt 1.377 người/km².
Ngày 16 tháng 10 năm 2019, Ủy ban Thường vụ Quốc hội ban hành Nghị quyết số 788/NQ-UBTVQH14 về việc sắp xếp các đơn vị hành chính cấp huyện, cấp xã thuộc tỉnh Hải Dương (nghị quyết có hiệu lực từ ngày 1 tháng 12 năm 2019). Theo đó, sáp nhập toàn bộ diện tích và dân số của xã Phương Hưng vào thị trấn Gia Lộc.